# Empresa Eléctrica del Ecuador
La Empresa Eléctrica del Ecuador Inc. o EMELEC fue una empresa eléctrica constituida en Maine, Estados Unidos, en 1925, que se dedicaba a la generación, distribución y comercialización de energía eléctrica en la ciudad de Guayaquil, Ecuador.

## Antecedentes
En 1896 Manuel de Jesús Alvarado Cueva, pudiente y emprendedor capitalista lojano, inauguró la primera planta de alumbrado eléctrico en Guayaquil. Años después se asoció con Ulpiano Bejarano Aguirre y formaron la empresa “Alvarado y Bejarano” que en 1905 vendió la concesión a la Empresa de Luz y Fuerza Eléctrica, ELFE, fundada en 1904 y adquirida en 1925 por el conglomerado estadounidense Electric Bond & Share Co., Ebasco, precursor de General Electric Commercial Finance.
Como la ELFE, desde 1906, tenía permiso para operar tranvías eléctricos, Ebasco separó la operación tranviaria en la nueva Compañía de Tranvías de Guayaquil dejando las otras operaciones a la también flamante Emelec.

### La Electric Bond and Share Company
La Electric Bond and Share Company surge en 1905 como subsidiaria de la General Electric Company –resultado de la fusión realizada en 1892 de las compañías Edison Electric Company y de su competidora Thompson Houston International Company que resuelve crear concesionarias de luz eléctrica para que utilicen sus equipos y artefactos eléctricos de su producción, aunque esta condición no se imponga oficialmente. Pero en la práctica las cosas sucedían como debían: las compras de la Electric Bond and Share siempre, en su gran mayoría, provenían de la General Electric de quien separa formalmente en 1925.
Esta compañía adquirió un gran poderío en América Latina conforme demuestran los siguientes datos: "La Bond and Share y la Light and Power disponen de la producción de energía eléctrica en la mayoría de los países latinoamericanos: el 90 por ciento en Brasil, el 68 por ciento en México, y del 50 al 100 por ciento en Chile, Venezuela, Guatemala, Costa Rica y Panamá. La American and Foreign Power Co., subsidiaria de la Bond and Share, abastece la electricidad a 1.190 ciudades del continente, y a muchas de ellas también de agua, gas, teléfonos y transportes".
La Electric Bond and Share Company fue acusada constantemente en los países donde tenía presencia por actuar con prepotencia, rapacidad y abuso. Así en Brasil, durante el gobierno de Goulart, por ejemplo, una de sus subsidiarias, la AMFORP, “ante la inminencia de la expropiación o incluso de la venta de sus instalaciones actuó como empresario, extrayendo la máxima ganancia, utilizando las instalaciones por encima de la capacidad nominal, sin gastar un solo cruzeiro en mantenimiento”. Uno de sus directores, cuando se le pregunta porqué la compañía abandona el país, contesta cínicamente que eso es necesario, porque la empresa al saber que “sería comprada o expropiada, dejó que todo su sistema de generación y distribución se deteriorara y ahora está al borde del colapso total”.
Algo similar sucede en Panamá. Allí estuvo presente desde 1917 por medio de la Compañía Panameña de Luz y Fuerza que logra un contrato leonino sin ninguna regulación y sin señalar término para su finalización. Para poner fin a esa situación, en 1968, el gobierno de Omar Torrijos inicia negociaciones para la nacionalización de la empresa, que aunque parezca imposible, duran cuatro largos años por la serie de trabas que pone la corporación extranjera. Y durante este tiempo, mañosamente, se aprovecha para acumular crecidas deudas y para suspender toda clase de inversiones. Ante estos hechos el gobierno ocupa las instalaciones de la compañía en mayo de 1972, y solo gracias a este acto de fuerza y a la firmeza del general Torrijos, se puede llegar a un convenio razonable. Entre los cuatro negociadores de la Compañía Panameña de Luz y Fuerza está John Scoppetta, futuro comprador de Emelec y especialista en transacciones turbias.

## Contrato de concesión en Guayaquil
El 29 de octubre de 1925, frente al escribano Isaac Villalva firmó con la Muy Ilustre Municipalidad de Guayaquil un contrato de concesión para distribuir y comercializar energía eléctrica en Guayaquil por 60 años. A este contrato al que se adjunta otro nuevo denominado aclaratorio y adicional. Este último, donde se hacen adiciones y aclaraciones de poca monta, tiene por objeto disimular la serie de prebendas y exoneraciones contenidas en el primero, sin que la empresa extranjera adquiriera ninguna obligación. Por esto, en su artículo octavo se le impone un mínimo compromiso: instalar una pequeña planta eléctrica en Bucay y motores diésel en Guayaquil. Compromiso que nunca se cumplió.
Raúl Vallejo exministro de Educación del Ecuador, en su ensayo de 1988 Emelec: cuando la luz es muerte califica este contrato como una concesión neocolonialista y añade "A cambio de los derechos y excensiones tributarias que el contrato le garantiza, EMELEC debía pagar al Concejo -durante la vigencia del contrato- el 2% sobre la suma que reciba como producto bruto de los suministros de energía eléctrica".
Oswaldo Albornoz Peralta, en su libro Las compañías extranjeras en el Ecuador recuerda "Este contrato, totalmente lesivo para los intereses ecuatorianos, es aprobado por un Concejo Municipal integrado por una burguesía entreguista".

### Decreto de 1966
Aduciendo que la ciudad había crecido demasiado y que el Estado debía tener un papel más decisivo en la economía nacional, pocos meses antes de entregar el poder, el 10 de marzo de 1966, la Junta Militar de Gobierno conformada por Ramón Castro Jijón, Marcos Gándara Enríquez y Luis Cabrera Sevilla, junto con Jaime Salvador Campuzano, Ministro de Finanzas y Antonio Mata Martínez, Ministro de Industrias y Comercio; suscribieron el Decreto Ley 580 en el que en su artículo uno dice: "Se autoriza a los señores ministros de Finanzas y de Industrias y Comercio, a fin de que convengan, obligando al Gobierno de la República, con los personeros de la Empresa Eléctrica del Ecuador Inc. en la celebración de un contrato de conformidad con las siguientes cláusulas o estipulaciones:...".
Esas cláusulas o estipulaciones eran similares a las del contrato original, excepto algunos puntos en que se otorgaban a Emelec ventajas increíbles sin pedir prácticamente nada a cambio. Una de las disposiciones eran de que las tarifas podían ser modificadas una vez al año para que rindan "un rendimiento neto garantizado de no menos del 9.5% y no mayor al 10% anual sobre su capital neto invertido en Dólares". EMELEC entonces se convirtió así en el único negocio del país que por ley no podía perder. Además según este documento EMELEC quedaba autorizado a llevar su contabilidad en Dólares. Estas entre otras disposiciones que hacían a EMELEC una empresa claramente privilegiada.
El periodista Rafael Arízaga Vega en la revista La Liebre Ilustrada de octubre de 1988 diría que esto "nos muestra hasta donde llegó la sumisión de ese nefasto gobierno a los intereses norteamericanos".
Sin embargo hay un detalle sobre este decreto, pues nunca se elaboró el contrato propiamente dicho. Lo que hicieron las partes fue acudir a la Notaría Segunda del Cantón Quito, y protocolizar el convenio el 26 de marzo de 1966. De ahí que comúnmente se refería a este documento como un "contrato derivado del decreto ley 580" o la "ley-contrato".

### Venta a Scopar International Inc.
La Electric Bond and Share Company que para ese tiempo había cambiado su nombre a Boise Cascade Corporation, el 4 de enero de 1977 comunica al general René Vargas, ministro de Recursos Naturales y Energéticos, la venta de la empresa guayaquileña a la Scopar International Inc. de Estados Unidos, agregando que entre sus principales accionistas se halla el señor John Scopetta.
El Colegio de Ingenieros Eléctricos y Electrónicos de Pichincha dice lo siguiente respecto a la compra por Scopetta: "…para el señor Scopetta, propietario actual de Emelec, el gran incentivo que con seguridad tuvo al adquirir la empresa, fue el “precio de oportunidad bajo”, que debió haber pagado por ella, las ventajas del contrato –ley del año 1966, autorizado por la Junta Militar de Gobierno garantizando una rentabilidad del 9 al 10%, con alzas indeterminadas de tarifas, el pago aparente y no efectivo del impuesto a la renta, la libertad en los gastos de explotación, y el precio que seguramente ha de haber aspirado por la venta de Emelec al gobierno ecuatoriano, basado en su amplia experiencia en negociaciones de este tipo al haber actuado como representante de la Boise Cascade Co. En 1972 para la venta de Chilectra en Chile y como representante de la Boise Cascade Co. en 1972 para la venta de la Compañía Panameña de Luz y Fuerza".

### Ecuador decide terminar el contrato de concesión
En octubre de 1982, el entonces ministro de Recursos Naturales, Gustavo Galindo notificó a Emelec la voluntad del Gobierno de dar por terminado el contrato de concesión que fenecía el 29 de octubre de 1985. La empresa respondió pidiendo que, de acuerdo al contrato, se establezca el precio justo de sus activos. Entonces se pensó en conformar la Comisión Especial del Sistema Eléctrico de Guayaquil y el citado ministro nombró a los representantes del gobierno. En primera instancia EMELEC accedió a la solicitud ministerial y designó también a sus representantes pero luego se retractó argumentando que afectaba sus legítimos intereses, lo cual dejó al problema sin solución.
Emelec, entonces, amparada en una cláusula del contrato de 1925 que establece que en caso de no llegarse a un acuerdo satisfactorio para las partes contratantes, el contrato seguiría vigente sin alteración de ninguna clase, siguió operando, o según algunos, extorsionando en la ciudad de Guayaquil.

## Arbitrajes y diferencias con el Estado ecuatoriano
El 10 de abril de 1990 el Ministerio de Energía y EMELEC acuerdan recurrir a un arbitraje para zanjar las diferencias. Entonces el economista Alfredo Mancero Samán representó al Estado y el contador Ulises Rodríguez Bruñel a Emelec. Como no lograron ponerse de acuerdo, cada uno emitió un laudo diferente.
Entonces se decide pedir al BID que nombre una lista de tres posibles árbitros dirimentes. El escogido fue el ingeniero Jorge Dengo Obregón, exvicepresidente de Costa Rica, y exdirectivo del BID. El fallo estuvo listo a mediados de 1991 y le daba la razón a Emelec en la mayoría de los reclamos. Sin embargo, en varios sectores del país lanzaron críticas al fallo emitido, según dijeron, violando la ley al haber actuado como juez un ciudadano extranjero. El Ministerio de Energía desconoció el fallo.
A pesar de las disputas legales que Emelec inició para que el Estado respete el laudo arbitral de Dengo, se llegó a un acuerdo en febrero de 1992 para que un tribunal arbitral nuevo decida sobre cuál era el "justo precio" que debía recibir Emelec por sus activos al momento de terminar definitivamente el contrato.
El tribunal estuvo integrado por el doctor Edmundo Durán Díaz en representación del Estado, el señor Carlos Gil Loor por Emelec y ambos seleccionaron de mutuo acuerdo al ingeniero Gustavo Galindo como tercer árbitro. El 21 de mayo de 1992 emitieron su fallo en que no solo se limitaron a determinar el "justo precio" de los activos por US $43 888 695, sino que también cuantificaron que el Estado le debía a Emelec $56 207 731. Omitieron sin embargo cuantificar la deuda de Emelec con Inecel y Petroecuador por compra de energía y combustible, liberándola de las millonarias deudas y asumiendo el Estado las mismas.
Durán Díaz diría sobre esto que "Las deudas de EMELEC con Petroecuador e INECEL deben ser pagadas por el Estado, puesto que jamás los gobiernos de turno autorizaron a EMELEC el incremento de tarifas eléctricas, condición necesaria para que EMELEC aceptase los incrementos de precio en los combustibles y la energía eléctrica que requería".
Inexplicablemente, las deudas a los trabajadores y por impuestos no pagados, también son trasladados al Estado en lo que fue conocido por la ciudadanía como el atraco del siglo.
El procurador impugnó dicho laudo arbitral, el cual ambas partes consideraron lesivo a sus intereses. En medio de las disputas, Emelec insistió en la aplicación del laudo de Dengo, pero esta vez ante el tribunal de instancia del Distrito de Columbia, en los Estados Unidos. Lo hicieron amparados en la Convención de Nueva York sobre el reconocimiento de sentencias arbitrales extranjeras de 1958, de la cual es signatario el Ecuador. Allí se presentó Emelec como una empresa norteamericana establecida bajo las leyes del estado de Maine.
De forma consecutiva un poderoso grupo de financistas de Guayaquil apoyados por las Cámaras de la Producción locales, pidieron con una carta abierta al presidente Sixto Durán Ballén que el Estado deje a un lado su opción de compra de la empresa y se ceda ese negocio a inversionistas privados. El gobierno conservador y neoliberal de Durán Ballén, accedió.
Así, el 5 de enero de 1993, Scoppetta vende Emelec a una agrupación empresarial presidida por el señor Fernando Aspiazu en lo que parecía un negocio redondo para ambas partes pues los vendedores pueden negociar la empresa en condiciones favorables y los segundos pueden apropiarse de un negocio a precio asequible y saneado milagrosamente.

### Acuerdo transaccional con el Estado ecuatoriano
El 29 de agosto de 1995 en la Gobernación del Guayas se firmó un convenio, elevado a escritura pública, mediante el cual las partes "transigían en sus discrepancias, dando por terminados los pleitos pendientes". Previo al acuerdo, el ministro de Energía Galo Abril "logró" que Emelec retirase la demanda que habían planteado en Estados Unidos. Esto no fue más que un allanamiento al laudo del justo precio de 1992.
Según este acuerdo se nombraba una firma internacional para avaluar a valor de reposición los activos de distribución de Emelec y se enceraban las deudas entre Emelec y el Estado. Emelec tenía que además transferir los activos de generación a otra empresa de tal manera que en el patrimonio de EMELEC queden únicamente instalaciones de distribución y subtransmisión. Las nuevas planillas de Inecel deberían ser pagadas mensualmente con un retraso máximo de 30 días. En contraparte el Estado debía permitir que Emelec siga operando hasta que se firme un nuevo contrato de concesión. Si Emelec era la adjudicataria debía entregar al Estado 57 millones de dólares.
Como resultado de lo establecido en el acta transaccional, el 9 de noviembre de 1995 se constituye nuevamente Emelec, esta vez en las Bahamas. En ese mismo lugar y día, también nace la empresa Electroecuador Inc. creada para generar energía. El principal accionista de ambas empresas era Fernando Aspiazu Seminario, entonces dueño del Banco del Progreso.
Según Emelec, el Estado incumplió el acuerdo al no aceptar nuevamente la vigencia del decreto 580. Tampoco hubo acuerdo en el valor de los activos y por lo tanto nunca se convocó a licitar la concesión de energía eléctrica para el cantón Guayaquil. Y siguió pasando el tiempo. Y vino un nuevo arbitraje.
La materia del arbitraje en el que participaron por el Estado el doctor Ramón Jiménez Carbo, exprocurador general del Estado y por Emelec el doctor Hernán Pérez Loose era la falta de aprobación del informe anual de 1995, cuyas cuentas habían sido hechas por Emelec aplicando el famoso decreto 580. El tribunal falló diciendo que el informe anual había sido aprobado por silencio administrativo. En ese informe y por el año 1995 las cuentas hechas por Emelec estaban a favor suyo en cinco millones de sucres.
En septiembre de 1996 el ministro roldosista Alfredo Adum decidió intervenir Emelec y luego el informe del ejercicio económico de 1996 también fue objetado, igual sucedió con el informe del 97. La situación arreglada en 1995 con el Convenio, se volvió a complicar.
El 11 de febrero de 1999, el CONELEC le otorga a Electroecuador Inc. la concesión para la operación de las plantas termoeléctricas Guayaquil, Aníbal Santos y Álvaro Tinajero.
Ese mismo año, el Estado y Emelec acuerdan un nuevo arbitraje. La condición era que una vez saneadas las cuentas se procedería inmediatamente a la concesión. Los nuevos árbitros fueron Walter Spurrier, designado por el Ministerio de Energía y Eduardo Rodríguez Chirillo, por Emelec.
En la demanda que presentó Emelec ante el tribunal arbitral, en febrero de 1999, se desconoce el acta transaccional de 1995 y acusando al Estado de incumplimiento desde 1982, 17 años atrás, se exige una indemnización que supera los mil millones de dólares.
Como Inecel había desaparecido meses antes, el Conelec asume la representación legal y anuncia públicamente que la deuda de Emelec con el Estado estaría aproximadamente en 190 millones de dólares y que lo que el Estado le debe a Emelec bordea los 50 millones. Es decir que Emelec le debería 140 millones de dólares. Las cifras exactas no están disponibles.
Todo fracasó el 5 de abril cuando el subprocurador Bertini comunicó a los árbitros que el arbitrar teniendo como base el decreto 580 era una ilegalidad ya que ese "contrato", jurídicamente no existe. Spurrier renunció y todo quedó en nada.

## La quiebra del Banco de Progreso
En marzo de 1999, con el cierre del Banco del Progreso en plena crisis bancaria ecuatoriana, se anunció que una vez hecha la concesión de EMELEC, ésta sería vendida inmediatamente y que ese dinero serviría para la capitalización del Banco del Progreso. Como falló el arbitraje por ilegal, la concesión nunca se hizo y EMELEC no pudo ser vendida.
El 12 de febrero de 2000 se constituyó en las Bahamas, el Fideicomiso Progreso Depositors Trust (PDT); entre sus activos están las acciones de la compañía North Easten Power Energy Corporation (Nepec), que representan el 100% del capital accionario de EMELEC y Electroecuador. Este fideicomiso tenía como finalidad canalizar los recursos de ambas al pago a los depositantes.
El 20 de febrero de 2002, la Agencia de Garantía de Depósitos (AGD) y el PDT suscriben un acta para destinar el producto de la venta de las acciones de Nepec a los depositantes. La condición era que si PDT no vendía las acciones, las eléctricas pasarían a la AGD.
El 21 de julio de 2003 se constituyó el Fideicomiso para la Generación y Distribución de Energía Eléctrica de Guayaquil, y pago a los depositantes del Banco del Progreso y Agencia de Garantía de Depósitos (AGD), con los activos de las eléctricas. Este fideicomiso pasó a estar administrado por la administradora de fondos Fodevasa.

## Creación de la CATEG
De conformidad con lo que establecía la Ley de Régimen del Sector Eléctrico, los activos y pasivos de la Empresa Eléctrica del Ecuador Inc. y Electroecuador Inc. pasaron a ser administrados por el Consejo Nacional de Electrificación (CONELEC); debido a esto se creó la Corporación para la Administración Temporal Eléctrica de Guayaquil (CATEG), institución de derecho privado, con finalidad pública y sin fines de lucro, amparada en el Decreto Ejecutivo n.º 712 del 8 de agosto de 2003, firmado por el presidente Lucio Gutiérrez y publicado en el Registro Oficial n.º 149, del 18 de agosto de 2003. La CATEG pasó a ser una empresa más del Fondo de Solidaridad.
Para operar, la CATEG debía dar un canon mensual de US $450.000 al fideicomiso FDG por el uso de los bienes, valor que luego debía pasar a la AGD y esta canalizarlo para el pago a los depositantes del Banco del Progreso. Sin embargo pronto la CATEG dejó de pagar estos valores ya que por prioridad se debía garantizar el servicio eléctrico y sueldos.

### Eleval
En abril del 2006, el presidente, Alfredo Palacio, declaró la emergencia del sector eléctrico en todo el territorio nacional. Esto sirvió de marco general para un nuevo decreto que firmó Palacio el 25 de julio anterior, en una ceremonia efectuada en la Gobernación del Guayas durante las festividades conmemorativas de la Fundación de Guayaquil y donde se pusieron en vigencia los estatutos de la Categ.
Estos facultaban a esa entidad a contratar un administrador-operador internacional especializado, con experiencia mínima de cinco años en actividades relativas al servicio de energía eléctrica, lo cual era un pedido de las Cámaras de Industrias, Pequeña Industria y Comercio, la Junta Cívica, la Escuela Politécnica del Litoral y el Colegio de Ingenieros Eléctricos y Electrónicos del Litoral. Ellos habían elaborado los estatutos de la Categ.
Así, la Categ se encargaría de elaborar las bases para seleccionar un operador-administrador que preste el servicio de generación, distribución y comercialización de la energía eléctrica en el área de concesión de la ciudad, que iba a ser contratado por cinco años. Este debía ser escogido de un listado proporcionado por la Corporación Andina de Fomento (CAF).
En agosto de 2006, la Categ solicitó a la CAF un listado de compañías administradoras u operadoras para invitarlas a participar en el concurso que debía culminar en la contratación de un operador para el servicio eléctrico de Guayaquil.
El organismo contestó que, a un pedido similar efectuado un año antes por el Ministerio de Energía, había enviado el siguiente listado: Globeleck, AES, Duke Energy, Suez Energy International, Iberdrola y Endesa.
También sugería a la Categ pedir un listado a la Organización Latinoamericana de Energía (Olade). En la nómina de este organismo constaban las compañías: CGE, Edea S.A., Edenor, Electricidad de Valencia, Empresas Públicas de Medellín, Grupo Enersis, Saesa, Unión Fenosa y Southern Light & Gas Company.
La Categ invitó a las 15 empresas señaladas en ambas listas. De todas ellas, solo cuatro manifestaron su interés en participar: Edenor, Empresas Públicas de Medellín, Electricidad de Valencia y Southern Light & Gas Company.
Como tres de ellas desistieron, la CATEG canceló el proceso e hizo una nueva invitación. Esta vez se presentaron las dos últimas señaladas en el párrafo anterior. Luego se produjo el retiro de Southern Light & Gas Company, y, de esta manera, Electricidad de Valencia (Eleval) se convirtió en el único oferente.
El 21 de diciembre de 2006, la Categ firmó el contrato con Eleval. El plazo de finalización del proceso había excedido en un mes, pero eso se resolvió con un decreto ampliatorio.
El honorario se estableció en 2,2% de la facturación mensual, con un piso del 1,8%. Aquí también cambiaron las bases, pues inicialmente señalaban un honorario fijo máximo de $100 mil y mínimo de $70 mil.
Por el contrato, el Estado se comprometió a entregar $50 millones al operador, para nuevas inversiones. En el decreto inicial, Palacio señalaba que esto se haría previa aprobación de los ministerios de Economía y Energía. Dos días antes de la firma del contrato hizo otro decreto en el que pasaba por alto la aprobación de esas carteras de Estado.
El contrato se firmó el 21 de diciembre de 2006, sin embargo ELEVAL nunca pudo operar.
Lisa y llanamente, el contrato CATEG-ELEVAL no tuvo visos de existencia y validez. Esto lo señaló el estudio jurídico Parducci Sciacaluga, en un resumen de 35 páginas del informe legal solicitado por el Consejo Nacional de Electricidad (CONELEC).

### UDELEG
La Unidad de Electricidad de Guayaquil - UDELEG se creó el 13 de julio de 2009 mediante el Decreto Ejectutivo n.º 453. UDELEG teniendo como finalidad determinar, valorar y zanjar los derechos y obligaciones derivadas de la operación y de la terminación de la operación del servicio público de distribución y comercialización de la energía eléctrica que prestaba la Empresa Eléctrica del Ecuador Inc., de la concesión y de la terminación de la concesión de la actividad de generación de energía eléctrica que correspondía a Electroecuador Inc.
De igual forma, actuaba frente a las relaciones económicas derivadas de la prestación del servicio de fuerza eléctrica llevado a cabo por las Administraciones Temporales, entre ellas la CATEG.
En el 2011, cuatro años después de su creación, UDELEG determinó que a Fernando Aspiazu, expropietario de la Empresa Eléctrica del Ecuador, se le debían reconocer 173 millones de dólares, no obstante, esos 173 millones no se pagaron, simplemente se cruzaron con los 572 millones que el Estado pagó a los depositantes del banco del Progreso, quedando 388 millones que el Estado debía cobrar en la vía coactiva. Habiendo cumplido su finalidad, UDELEG cerró el 15 de agosto de 2011.

### Mandatos constituyentes
El 1 de mayo de 2008, la Asamblea Nacional Constituyente, envestida de plenos poderes expidió el Mandato Constituyente #8 mediante el cual eliminó todo tipo de intermediación laboral que había servido para cometer atropellos y despojar de derechos a los trabajadores.
Según el mandato "Las empresas usuarias del sector privado en su condición de sucesoras, de conformidad con lo dispuesto en el artículo 171 del Código del Trabajo asumen la responsabilidad patronal, por lo que estarán obligadas a cumplir los contratos de trabajo de la intermediaria laboral antecesora, reconociéndose expresamente el tiempo de servicios prestados a través de dicha intermediaria, en su relación con la usuaria".
Como consecuencia la CATEG tuvo que asumir alrededor de 500 trabajadores que mantenía bajo el esquema de tercerización.
Posteriormente se expide el mandato 15 mediante el cual la CATEG debió condonar las deudas acumuladas hasta diciembre del 2007, que sumaban unos $ 32,5 millones de cartera vencida casi imposibles de cobrar, en compensación el Estado se comprometió a reembolsar este dinero a través de obras en generación y distribución.

## Empresas posteriores: Eléctrica de Guayaquil y CNEL
El 18 de junio de 2009 mediante decreto ejecutivo 1786 el presidente Rafael Correa crea la Unidad de Generación, Comercialización y Distribución de Energía Eléctrica de Guayaquil o solamente Eléctrica de Guayaquil. Como su nombre lo indica, esta empresa presta servicios de generación, comercialización y distribución de energía eléctrica en el área de servicio que atendía la Corporación para la Administración Temporal Eléctrica de Guayaquil (CATEG).

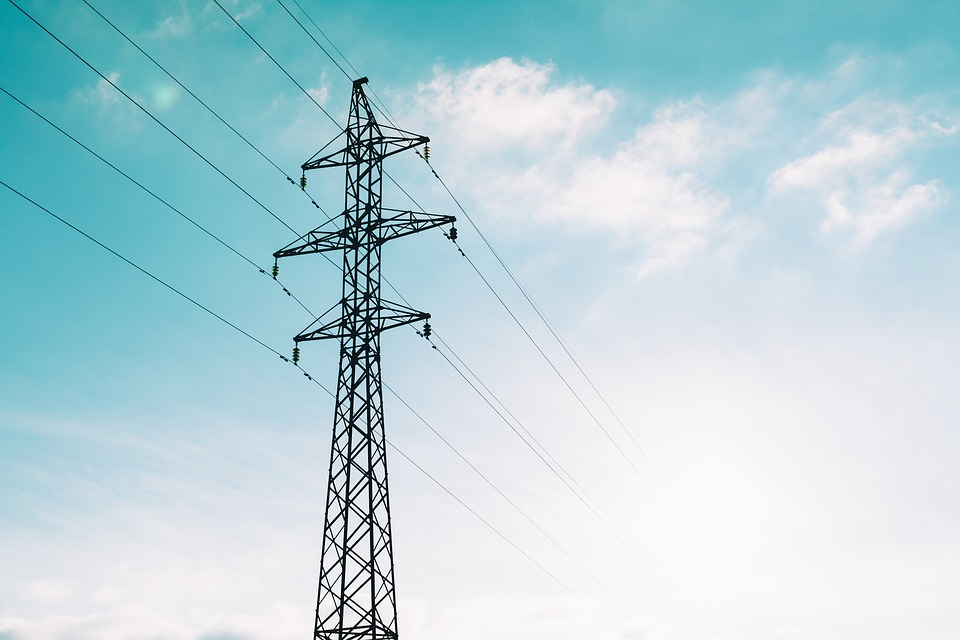
Torres de distribución energética de CNEL-EP en Guayaquil

El decreto 1786 convierte a la ex CATEG en un organismo de la función ejecutiva del Estado adscrito al Ministerio de Electricidad y Energía Renovable. Así mismo, recibe los bienes que eran de propiedad de Electroecuador Inc. y Empresa Eléctrica del Ecuador Inc. (EMELEC), algo que no había hecho CATEG, recordemos que prácticamente CATEG alquilaba los bienes. Así mismo, acoge como suyos a todos los trabajadores de CATEG, EMELEC y Electroecuador, los cuales pasan a ser trabajadores públicos.
Esto marcó el fin de las operaciones y/o presencia de la Empresa Eléctrica del Ecuador Inc. en el país.
El 20 de septiembre de 2011, mediante decreto ejecutivo 887 se creó la Empresa Eléctrica Pública de Guayaquil, EP a partir de lo que era la Unidad de Generación, Comercialización y Distribución de Energía Eléctrica de Guayaquil,y luego en septiembre del 2014 ésta fue absorbida por la Empresa Eléctrica Pública Estratégica Corporación Nacional de Electricidad, CNEL EP, como una Unidad de Negocio.
El abogado Juan Carlos Bacigalupo refiriéndose al tema de EMELEC contra el Estado ecuatoriano dijo: "exprofesamente lo hicieron así sus autores para que nadie lo entienda. Para que los escritores, periodistas y ciudadanos no puedan opinar con suficiente fundamento jurídico, para que nadie atine, para que nadie encuentre las trampas".